# Assad Al Hamlawi
Assad Al Hamlawi, född 27 oktober 2000 i Helsingborg, är en svensk palestinsk fotbollsspelare som spelar för Universitatea Craiova. 

## Karriär
I augusti 2019 värvades Al Hamlawi av Helsingborgs IF, där han skrev på ett treårskontrakt med start den 1 januari 2020.
Den 7 juni 2022 stod det klart att Al Hamlawi lånades ut till Jönköpings Södra på ett låneavtal över resten av säsongen. Efter säsongen 2022 lämnade han Helsingborgs IF. I december 2022 skrev Al Hamlawi på ett fyraårskontrakt med Varbergs BoIS. I juni 2023 bröts kontraktet med Varbergs BoIS. Följande månad återvände han till Ängelholms FF.
I januari 2024 skrev Al Hamlawi på för Prime Bangkok i thailändska tredjeligan. I mars 2024 skrev han på ett tvåårskontrakt med IK Oddevold.